# Ednan Karabajew

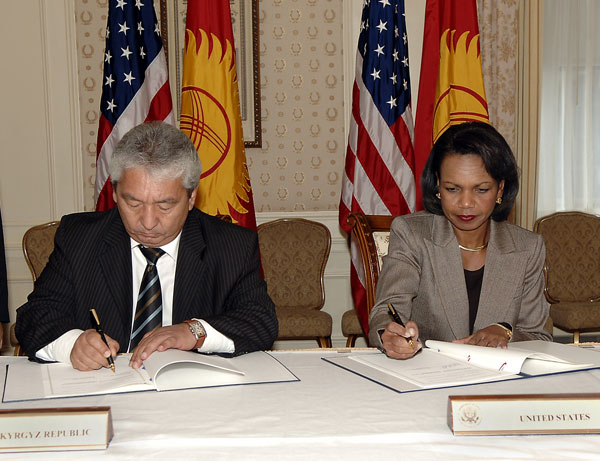
Ednan Karabajew mit Condoleezza Rice (2007)

Ednan Oskonowitsch Karabajew (* 17. Januar 1953 in Talas) ist ein kirgisischer Politiker und Diplomat. Er war von 1992 bis 1993 sowie von 2007 bis 2009 Außenminister seines Landes.
Karabajew schloss 1975 ein Studium der Geschichte an der Staatlichen Kirgisischen Universität ab. Er hat den akademischen Grad eines Kandidaten der Geschichtswissenschaften und den diplomatischen Rang eines Außerordentlichen und bevollmächtigten Botschafters der Kirgisischen Republik.
Vor seiner diplomatischen Karriere arbeitete Karabajew als Geschichtslehrer in Frunse, dem heutigen Bischkek. Daneben war er in der sowjetischen Komsomol-Organisation aktiv und Mitarbeiter der Akademie der Wissenschaften der Kirgisischen SSR. Ab 1981 arbeitete er hauptberuflich in den Organen des Komsomol und der Kommunistischen Partei. Ab 1990 war er Leiter der kirgisischen Präsidialverwaltung und übte dieses Amt auch nach der Erlangung der Unabhängigkeit der Kirgisischen Republik weiter als Staatssekretär aus. Zugleich hatte er ein Abgeordnetenmandat im Schogorku Kenesch, dem kirgisischen Parlament, inne. Im Dezember 1992 wurde er zum Außenminister ernannt. Er übte dieses Amt zunächst nur ein Jahr aus und wurde 1994 Universitätsprofessor und Prorektor für Internationale Kontakte der Kirgisisch-Russischen Slawischen Universität. Am 8. Februar 2007 wurde er zum zweiten Mal Außenminister Kirgisistans und hatte dieses Amt bis 26. Januar 2009 inne.